# ويليام كونواي
ويليام كونواي (بالإنجليزية: William Conway)‏ هو ضابط أمريكي، ولد في 1802 في كامدن في الولايات المتحدة، وتوفي في 30 نوفمبر 1865 في بروكلين في الولايات المتحدة.